# Christian Zacho

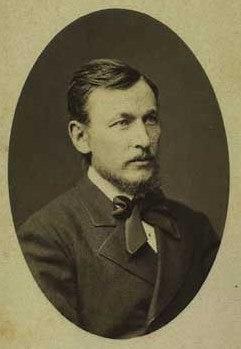
Christian Zacho 1867.

Peter Mørch Christian Zacho, född den 31 mars 1843 vid Grenå på Jylland, död den 19 mars 1913 i Hellerup, var en dansk målare. 
Zacho genomgick målarlära i Aarhus och studerade sedan vid konstakademien i Köpenhamn  1862-1867. Under la Cours och Skovgaards ledning utbildade han sig till landskapsmålare och besökte Italien och Frankrike 1878-1879 som akademiens stipendiat. Med Den första snön och Jylländskt skogsparti (båda 1881) väckte han mycken uppmärksamhet. Från samma år är Vinterbild från Bretagne (konstmuseet i Köpenhamn). Et stille vand i Dyrehaven (1884) belönades med Thorvaldsens utställningsmedalj. Han blev 1887 medlem av akademirådet och fick 1897 professors titel. Zacho målade även porträtt.